# Parc national Nahuelbuta
Le parc national Nahuelbuta est un parc national situé dans la région d'Araucanie au Chili. Il se trouve dans la partie haute de la Cordillera de Nahuelbuta, mais son altitude maximale ne dépasse pas les 1 560 mètres. Les principaux sommets du parc sont : la Piedra del Águila, le Cerro Anay et l'Alto Nahuelbuta.
Le parc abrite des espèces telles que le puma, le pudu et le renard de Darwin. Parmi les oiseaux, on peut citer le pic de Magellan, le Mérulaxe des Andes et le Tourco rougegorge.
Le parc est célèbre pour ses Araucaria du Chili.

## Flore et faune
Dans le parc, l’espèce prédominante est l’Araucaria araucana, qui grandit toute seule, avec des lichens qui pendent à ses branches et à son tronc. Cependant, il est également possible d’apprécier une série d’autres espèces de la flore indigène telles que les lengas, les chênes, les coryphènes, les ñirres, les plantes insectivores et les orchidées. Le parc se caractérise également par la présence de nombreuses espèces de la faune indigène, parmi lesquelles le renard de Darwin (ou chilote), qui habite uniquement les chaînes de montagnes de Nahuelbuta et de Chiloé, ainsi que des oiseaux tels que charpentier noir.